# Mihai Lucuția
Mihai Lucuția (n.1873, Câmpia Aradului - Nădlac - d.1938, Covăsânț) a fost un delegat în Marea Adunare Națională de la Alba Iulia, organismul legislativ reprezentativ al „tuturor românilor din Transilvania, Banat și Țara Ungurească”, cel care a adoptat hotărârea privind Unirea Transilvaniei cu România, la 1 decembrie 1918.

## Biografie
Mihai Lucuția a fost fiul lui Ioan și Lenca (Elena) Lucuția. Tatăl său, Ioan, originar din Sibiu, era absolvent de teologie atunci când s-a căsătorit în 1872 cu Lenca (1850–?). Mama sa, Lenca (Elena), era fiica lui George Șerban (1808–1896), preot din Nădlac, și a Pulcheriei Cervencovici (1817–7 februarie 1873). Mihai Lucuția a urmat cursurile Institutului Teologic din Arad. A slujit ca preot la Arad si, apoi, ca protopop la Șiria, din 1905. S-a remarcat prin activitatea sa de apărare a școlilor românești. A decedat la Covăsânț, în 1938.:p. 87

## Activitatea politică

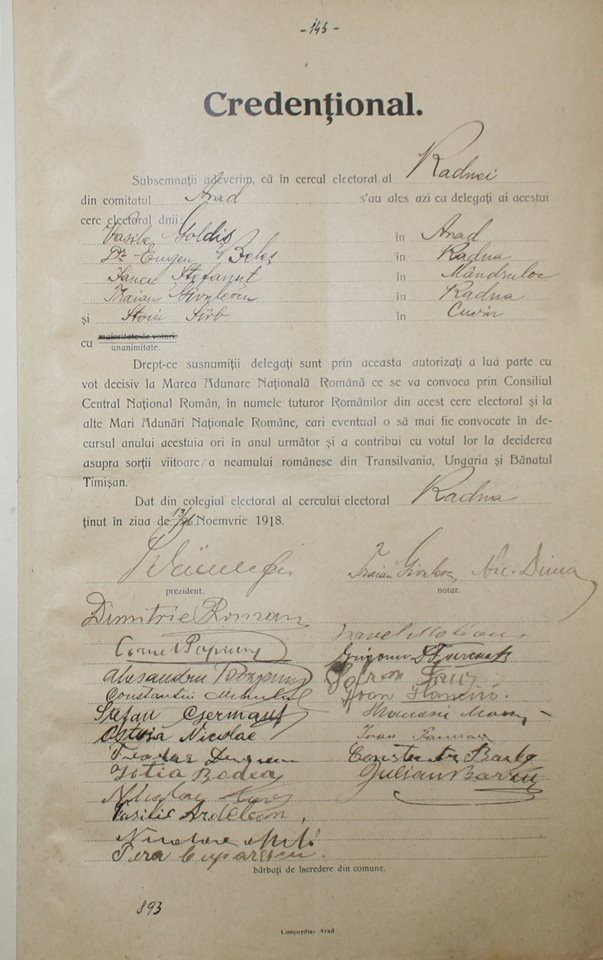
Credențional

Ca deputat în Adunarea Națională din 1 decembrie 1918 a reprezentat, ca delegat de drept, Protopopiatul ortodox Șiria.A activat în cadrul Consiliului Național Român, filiala Șiria.:p. 87